# کنت هاول
کنت هاول (انگلیسی: Kenneth Howell؛ ‏ ۲۱ فوریهٔ ۱۹۱۳ – ۲۸ سپتامبر ۱۹۶۶) بازیگر اهل ایالات متحده آمریکا بود.
از فیلم‌هایی که وی در آن نقش داشته‌است، می‌توان به مخمصه، توپ آتش، میلیون‌ها شنبه اشاره کرد.